# Animatronic (album)
Animatronic è il terzo album dei The Kovenant (precedentemente Covenant), pubblicato il 19 ottobre 1999 dalla Nuclear Blast. Si tratta del primo lavoro della band orientato verso il genere industrial metal.

## Tracce
1. Mirrors Paradise – 5:01
2. New World Order – 4:31
3. Mannequin – 5:01
4. Sindrom – 5:31
5. Jihad – 5:59
6. The Human Abstract – 4:55
7. Prophecies of Fire – 4:38
8. In the Name of the Future – 4:56
9. Spaceman (Babylon Zoo cover) – 5:23
10. The Birth of Tragedy – 5:16

## Formazione
- Lex Icon - voce/basso/tastiera
- Psy Coma - chitarra/tastiera
- Eileen Kupper - voce
- Von Blomberg - batteria